# Diamonds
«Diamonds» es una canción interpretada por la cantante barbadense Rihanna, incluida en su séptimo álbum de estudio, Unapologetic (2012). Fue compuesta por Sia junto con sus productores Benny Blanco y Stargate. El tema se estrenó el 26 de septiembre de 2012 durante el programa Elvis Duran and the Morning Show y fue publicado al día siguiente en formato digital como el primer sencillo del disco; la compañía Def Jam Recordings la envió a las radios de éxitos contemporáneos de Estados Unidos el 2 de octubre. Se la ha descrito como una balada midtempo de pop y electrónica, con instrumentos como el piano, abundantes sintetizadores y percusiones electrónicas. La letra, en la que predomina el concepto del amor, supone una desviación de los temas sobre relaciones malsanas recurrentes en los anteriores sencillos de la intérprete. Además, algunos periodistas mencionaron que alude a varias drogas.
En términos generales, obtuvo reseñas positivas de los críticos y periodistas musicales, quienes elogiaron la nueva dirección musical de la cantante, su desempeño vocal y la producción del tema, aunque según algunas opiniones carecía de la fuerza y el éxito de otros de sus sencillos. Además, varios medios la incluyeron en las listas de las mejores canciones de 2012, como las del sitio About.com, el diario La Opinión y la revista Complex, entre muchas otras publicaciones. Desde el punto de vista comercial, fue el duodécimo número uno de Rihanna en la lista oficial Billboard Hot 100, por lo que empató en ese momento con Madonna y The Supremes como los artistas con más sencillos en el primer lugar de ventas. Obtuvo un disco de diamante por la Recording Industry Association of America (RIAA) y, para mayo de 2013, había vendido 7.5 millones de copias en el mundo, lo que lo llevó a ser uno de los sencillos más vendidos hasta entonces.
Anthony Mandler, colaborador habitual de Rihanna, dirigió el vídeo musical, en el que aparece en cuatro escenarios que representan los elementos de tierra, aire, agua y fuego. Los críticos le otorgaron opiniones positivas con elogios para la fotografía. Para la promoción de «Diamonds», la artista la interpretó en diferentes programas de televisión como Saturday Night Live y la versión británica de The X Factor. Asimismo, la incluyó en el repertorio de las giras 777 Tour y Diamonds World Tour. La American Society of Composers, Authors and Publishers (ASCAP) la reconoció como una de las canciones más oídas de 2013. La remezcla oficial contó con la participación del rapero estadounidense Kanye West y fue puesta a la venta en formato digital el 16 de noviembre de 2012. Desde su lanzamiento, numerosos artistas han versionado «Diamonds», entre ellos Leona Lewis y Misha B.

## Antecedentes y producción

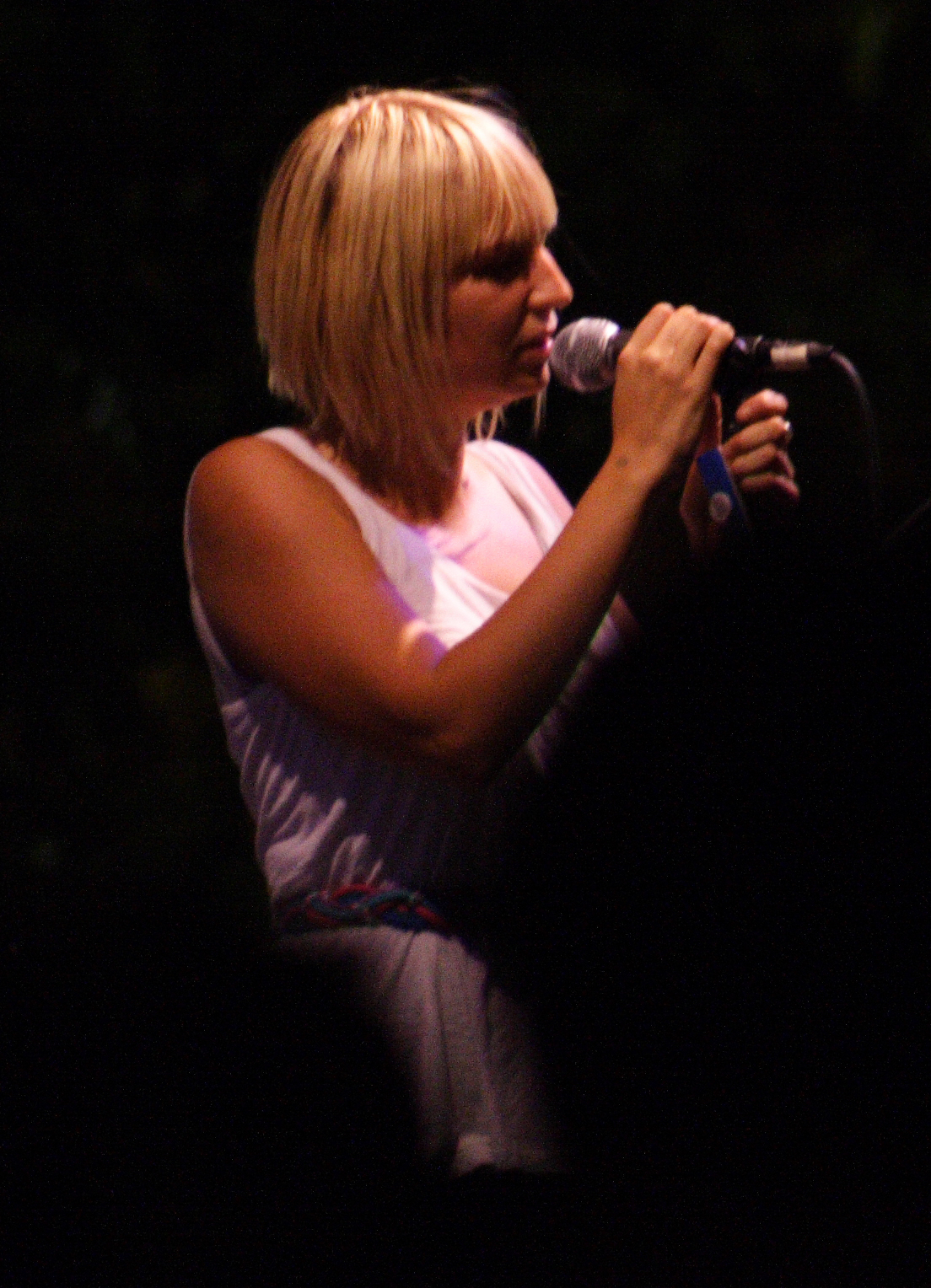
La cantautora australiana Sia compuso la letra de «Diamonds», mientras que Benny Blanco se encargó de producirla junto con StarGate.

En 2012, el compositor estadounidense Benny Blanco se reunió con el dúo de productores noruego StarGate en un estudio de grabación en Nueva York para componer nuevas canciones, entre ellas una para Rihanna. StarGate había trabajado previamente en sus sencillos «Don't Stop the Music» (2007), «Rude Boy» (2009), «Only Girl (In the World)» (2010) y «Talk That Talk» (2011). Según Blanco, ambos quisieron desviarse del sonido habitual de la cantante y producir un tema para que un rapero como Kanye West lo fuese a grabar; al respecto, comentó: «Es la única que no estaba pensada para Rihanna... [y] formó [parte] del disco... Pero eso es lo que siempre sucede conmigo». Produjeron el ritmo de la canción después de que se grabara la música.
En una entrevista para The New York Times, Mikkel S. Eriksen, de StarGate, comentó que Blanco tomó un fragmento de una grabación suya cantando y lo alteró por medios electrónicos para que sonara «más sucio»; luego aplicó el timbre y utilizó un programa de audio para crear líneas de acompañamiento etéreas. Eriksen describió el estilo de Blanco como «poco ortodoxo, ya que casi nunca toca los teclados, pero mezcla samples extraños y les cambia el tono para que acompañen la canción». Tiempo después, la cantautora australiana Sia se unió a ellos y escribió la letra de «Diamonds».
Una vez acabada la composición, los productores quisieron mostrársela a Rihanna, pero Blanco expresó dudas sobre la reacción de esta, por el sonido lento de la canción. Luego de que StarGate tocara el tema para ella, llamaron a Blanco desde Londres y le informaron de que le había gustado: «Se está volviendo loca. La escuchó como siete veces seguidas. Es su canción favorita». Phil Tan y su asistente Daniela Rivera mezclaron y masterizaron el tema. En una entrevista con The Huffington Post, Blanco comentó: «Necesitábamos acabar la grabación, añadir el ritmo, mezclar y masterizar en 24 horas. [Rihanna] estaba grabando en otra parte del mundo, nos enviaba los archivos, finalizamos la música, luego la mezclamos y la masterizamos, y la publicamos en unos pocos días. Es jodidamente asombroso e increíble». Kuk Harrell produjo la voz de Rihanna en la canción y la grabó junto con Marcos Tovar.

## Publicación y portada
El 12 de septiembre de 2012, Def Jam France anunció a través de su cuenta de Twitter que Rihanna publicaría un nuevo sencillo la semana siguiente y que su séptimo álbum de estudio sería puesto a la venta en noviembre de ese año. Sin embargo, la publicación fue eliminada poco después. En una entrevista con iHeartRadio durante su festival anual de música en septiembre del mismo año, Rihanna confirmó que «Diamonds» sería su nuevo sencillo y dijo que aparecería primero en la radio estadounidense a partir del 26 de septiembre. Describió el tema como una canción asequible, pero optimista, más «alegre y hippy» que dance, y que «[me] da gran placer cuando la escucho. La letra es muy optimista y positiva, pero trata del amor».
La portada del sencillo, revelada el 24 de septiembre, muestra a Rihanna envolviendo diamantes en papel de fumar, como si estuviese preparando un porro. Dos días después, el 26, la artista publicó la letra completa en un archivo PDF en su sitio web oficial. «Diamonds» se estrenó esa misma fecha en el programa Elvis Duran and the Morning Show, y al siguiente se puso a la venta oficialmente en formato digital en la tienda 7digital. En el Reino Unido, estuvo disponible en la misma tienda el 28 de septiembre. Def Jam Recordings solicitó que el sencillo se enviara a las radios de éxitos contemporáneos de los Estados Unidos el 2 de octubre. Posteriormente, el 5 de noviembre, se publicó un disco compacto de la canción en Alemania, que contenía una remezcla realizada por Bimbo Jones; el 18 de diciembre, salió a la venta por descarga digital un EP con otras versiones del tema.

## Composición

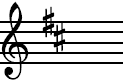
«Diamonds» está compuesta en la tonalidad de si menor.

«Diamonds» tiene una duración de tres minutos y cuarenta y cinco segundos. Tanto Andrew Hampp de Billboard como Andy Kellman de Allmusic clasificaron la canción como una balada pop midtempo, mientras que Michael Baggs, de Gigwise, la caracterizó como electrónica. Por su parte, Jocelyn Vena de MTV lo describió como un tema pop de ritmo lento. Michael Gallucci, de PopCrush, comentó que «Diamonds» acentúa la voz «emotiva» de Rihanna con pulsos electrónicos. Según la revista Rap-Up, cuenta con voces grandiosas y un hook remarcable. La instrumentación consiste en líneas de piano, sintetizadores y percusiones electrónicas. La revista Rolling Stone mencionó la presencia de toques orquestales y ritmos electrónicos, sin que la producción de la canción llegue a eclipsar la voz de la artista. Según la partitura publicada en Musicnotes.com por EMI Music Publishing, la canción tiene un compás de 4/4 con un tempo de 92 pulsaciones por minuto. Está compuesta en la tonalidad de si menor y el registro vocal de la cantante se extiende desde la nota fa♯3 a fa♯5.
La letra de «Diamonds» se desvía de los temas recurrentes en las canciones anteriores de Rihanna sobre relaciones fallidas, y trata prominentemente del amor. Según Andy Kellman, de Allmusic, proyecta una sensación de recuperación y conquista, tras una mala relación o circunstancias adversas. El primer verso introduce así el concepto de la canción: Find light in the beautiful sea / I choose to be happy / You and I, you and I / We're like diamonds in the sky —«Encontré la luz en el hermoso mar / Elijo ser feliz / Tú y yo, tú y yo / Somos como diamantes en el cielo»—. La metáfora se repite en el estribillo: So shine bright tonight, you and I/ We're beautiful like diamonds in the sky/ Eye to eye, so alive/ We're beautiful like diamonds in the sky —«Así que resplandece esta noche, tú y yo / Somos como diamantes en el cielo / Frente a frente, tan vivos / Somos como diamantes en el cielo»—. De acuerdo a Glenn Yoder, de The Boston Globe, el tema muestra a la intérprete de manera diferente a como es vista por el público, con frases como «elijo ser feliz» y «somos como diamantes en el cielo». En un momento de la canción, la letra hace alusión a las drogas en las líneas Palms rise to the universe/ As we, moonshine and molly/ Feel the warmth, we’ll never die/ We’re like diamonds in the sky —«Las palmas suben al universo / Como nosotros, luz de luna y molly / Siento el calor, nunca moriremos / Somos como diamantes en el cielo»—. La editora Jessica Dawson, de la organización sin ánimo de lucro Common Sense Media, señaló que existen matices del uso de drogas en «Diamonds», aunque parezca positiva e inspiradora. El Espectador creyó ver referencias del éxtasis; según el editor del periódico, en las líneas «tú eres la estrella fugaz que veo, una visión de éxtasis, cuando me abrazas, me siento viva, somos como diamantes en el cielo», parece homenajear a «Lucy in the Sky with Diamonds» (1967) de The Beatles, que se relaciona con los efectos del LSD. Jocelyn Vena de MTV reconoció que no era la primera vez que Rihanna cantaba sobre el amor y los diamantes en la misma pista, ya que en el álbum Talk That Talk (2011), reflexionó la existencia de ambos en «Where Have You Been». Por el contrario, James Lachno del Daily Telegraph afirmó que en la oración You and I were beautiful like diamonds in the sky, Rihanna «ronronea junto a un coro que suena bastante a una reelaboración de "Born to Die", de Lana Del Rey».

## Recepción crítica
En términos generales, «Diamonds» obtuvo reseñas favorables de los críticos musicales. Andy Kellman de Allmusic le otorgó a la canción tres estrellas y media de cinco y la describió como una balada midtempo «regia», mientras que Dan Martin, de New Musical Express, y Caryn Ganz, de la revista Spin, la calificaron de «reluciente» y «majestuosa», respectivamente. The Honesty Hour, en su reseña al álbum Unapologetic, también la calificó con tres estrellas y media de cinco y comentó que, con su simplicidad y fluidez, «"Diamonds" es una hermosa canción que es fácil de cantar y es relativamente diferente de la música moderna típica de Rihanna». Jenn Selby de Glamour acordó que Rihanna ama los diamantes, y esta vez, «le dedicó una canción entera a su adoración inmortal». Smokey D. Fontaine, de The Urban Daily, expresó que «Diamonds» se comprende mejor si se toma como un tema de amor introspectivo. Jenesaispop la clasificó como la «canción estrella» de Unapologetic. Nicolás del Moral, uno de los editores del mismo sitio, indicó en su reseña al sencillo que «con "Diamonds" Rihanna demuestra que, independientemente del éxito de público que puedan tener sus canciones, ella nunca se confunde —basta con echar un vistazo a su impresionante colección de singles— y quizá por ello sea la estrella de pop más interesante que tenemos en la actualidad». Un editor de la versión española de Rolling Stone destacó tanto a «Diamonds» como a «Stay» como «dos piezas de elevado octanaje sentimental [...] que se convierten en síntoma inequívoco de una madurez que ya se hacía de rogar». Mientras tanto, El Espectador opinó que era un «corte de estilo sentimental y eufórico». Jessica Hopper, de Pitchfork Media, concluyó que mezcla símil, clichés y metáforas, lo «que sirve como un poderoso recordatorio de que alguien pensó que esto era lo mejor que el álbum [Unapologectic] tenía que ofrecer». Melissa Maerz, de Entertainment Weekly, la seleccionó como uno de los mejores temas del disco, y Gonzalo Izquierdo de Terra Networks declaró que el resultado es un medio tiempo pop que va creciendo en cada escucha y que explora nuevos registros de la artista.
Varios críticos señalaron el cambio notable en la dirección de Rihanna con respecto a otros sencillos suyos. Esta fue la conclusión de Kia Makarechi, de The Huffington Post, que recalcó que no era un número dance, excepto en el sentido de que cada canción de Rihanna se convierte eventualmente en un tema de discoteca listo para cantar a coro. De un modo similar, Carl Williott de Idolator.com aclaró que «renuncia a las luces estroboscópicas de neón de sus sencillos recientes como "We Found Love" y "Where Have You Been" por un ambiente que brilla suavemente». Además, señaló que la mayoría de sus temas «son fuerzas indudables que no se pueden negar; en cambio, este es astuto y te dice "entra, el agua está bien" en lugar de empujarte a la piscina». En una reseña muy positiva, Robert Copsey de Digital Spy le dio cuatro estrellas de cinco y comentó que apunta al polo opuesto de su reciente trabajo discotequero —en referencia a «We Found Love»— y adopta un estilo más suave y prolífico, pocas veces visto. Copsey finalizó su crítica diciendo: «Podrá estar por siempre en la cúspide de la sobreexposición, pero por el momento el clímax emocional entra en acción, y el resultado parece una nueva Rihanna». Por su parte, Bradley Stern de MuuMuse declaró que desde el primer momento, «Diamonds» se presenta como algo totalmente distinto de cualquier cosa en la radio: no es el corte club matador que muchos quizá han estado esperando desde «We Found Love», pero en cambio, es una canción midtempo magnífica y triunfalmente conmovedora. Así también opinó Mark Blankenship, de NewNowNext, que «Diamonds» es un paso a una dirección diferente de Rihanna. Aunque afirmó que estaba coproducida por Stargate, quien ya había trabajado en «Umbrella» (2007), y tenía el mismo sonido electro que la ayudó a popularizarse, no era una copia perezosa de lo que había hecho antes. El sitio Hipersonica señaló en su revisión a Unapologetic que el cambio del sonido electrónico «que tan buenos rendimientos le ha dado» al pop contemporáneo «de corte más adulto» es reconocible y le ha dado un trabajo coherente con esta necesidad de dar un paso al frente.
La composición de Sia y la producción de Stargate y Blanco obtuvieron opiniones muy positivas de los críticos. Al respecto, Odi O'Malley de La Reputada lo describió como un «tema pop perfecto, con un tremendo gancho al que ayudó la composición de Sia Furler, y el hecho de que a nivel productivo Benny Blanco le dejara mayor peso a Stargate también resultó de ayuda». Andy Kellman de Allmusic también elogió la colaboración de Blanco, Furler y Stargate y la calificó como «espléndida». Carl Williott, de Idolator.com, opinó que la producción reduce la energía del tema, y le da una agradable suavidad que ayuda a acentuar la voz fuerte y el timbre algo diferente de la cantante. Bradley Stern, de MuuMuse, señaló que su canto hacia el final de la canción es, sin duda, un triunfo real gracias a la guía de Sia. Finalizó: «"Diamonds" es un riesgo y absolutamente brillante». Rolling Stone España declaró que con Sia se establecen interesantes conexiones que vienen a confirmar lo que algunos sospechan desde hace tiempo: la caribeña conoce bien el suelo que pisa con fuerza.
Uno de los puntos que varios periodistas elogiaron fue la voz de Rihanna en la canción. Por ejemplo, Stacy-Ann Ellis, de la revista Vibe, notó una mejora de su voz en «Diamonds» como así también en «Stay» y «Half of Me», tanto en el tono como en su capacidad para transmitir emoción. Un comentario similar provino de Bradley Stern, de MuuMuse, quien remarcó la interpretación «confiada» y la exhibición de su registro en una forma que no había explorado desde «California King Bed» (2011). Elliot Friar también elogió las voces y la manera de cantar el verso bright like a diamond, así como la producción del tema. Blankenship quedó sorprendido por su registro bajo que nunca había usado en sus sencillos anteriores: «Su voz es tan ronca que casi parece como si tuviera un resfriado, y da a "Diamonds" cierta... ¿sobriedad? ¿Calma? Hay algo de malhumor en la voz, pero es más contemplativa que seductora [...] no estoy diciendo que esta canción cambiará para siempre nuestro conocimiento de Rihanna, pero le añade otra faceta a su carrera. Mezcla las cosas lo suficiente como para llamar la atención, pero no tanto para que nos confundamos. Y seamos honestos: para eso es el estilo de la música pop de Rihanna. Se supone que debe ser interesante y accesible, un poco inteligente y un poco sin sentido a la vez». Como Blankenship, Andrew Hampp, de Billboard, la calificó como una de las voces más «roncas y apasionantes hasta la fecha», y comentó que tomó un cambio estratégico en «Diamonds», en comparación con «Talk That Talk» y «Cockiness (Love It)», donde se posiciona en nuevas categorías estilísticas. Elliot Friar, de PolicyMac, señaló que el estilo de su voz haciendo eco crea algo que solo la misma Rihanna puede hacer. Odi O'Malley, de La Reputada, afirmó que son esos momentos como en «Diamonds» donde su garganta suena bien y sin demasiados retoques. Bill Lamb, de About.com, le otorgó tres estrellas y media de cinco; estuvo a favor del sonido diferente a los otros temas de Rihanna y también elogió su voz, pero notó que sonaba incompleto y criticó la «repetición exagerada» de la canción.
| «Rihanna ha hecho un cambio de dirección agradable en "Diamonds", el primer sencillo de su próximo séptimo álbum de estudio. El ritmo es más lento y la letra es la de una canción de amor simple y directa. Es pegadiza al instante, pero el efecto general es algo acelerado y no precisamente terminado. Cuando finaliza la canción, la naturaleza repetitiva del hook la debilita». —Bill Lamb, crítico de About.com, en su reseña a «Diamonds». |

Contrariamente, una de las cosas que la prensa recalcó era que «Diamonds» no tenía la fuerza y el éxito de sus anteriores sencillos. Así opinó James Lachno, del Daily Telegraph, quien creyó que «Diamonds» no tenía el éxito comercial que «We Found Love», «Only Girl (In the World)» (2010) y «Take a Bow» (2008). Además, declaró: «Durante los últimos años, la cantante barbadense ha sido como un monstruo imparable del pop, en la cima de las listas de todo el mundo y parándose brevemente solo para reabastecer otra ronda incontrolable de sencillos. Hoy, dio a conocer su última oferta, "Diamonds". [...] Sin embargo, en la primera escucha, no suena como un éxito mundial. [...] Así que tal vez la misma Rihanna tenga la culpa. A los veinticuatro y después de siete años implacables en el pop (sin mencionar su vida personal supuestamente turbulenta), podría probablemente tomarse un descanso. Se le puede perdonar un fracaso, teniendo en cuenta su carrera estelar hasta el momento –cuando su séptimo álbum llegue a finales de este año, tendremos una mejor idea sobre si su estrella se desvanece». Esta opinión la compartió Hipersonica, que dijo en su crítica a la canción que «Only Girl (In the World)» y «We Found Love», los primeros sencillos de Loud (2010) y Talk That Talk (2011), respectivamente, «le salieron mejor que bien. [...] Los dos [fueron] verdaderos pelotazos que sonaron durante meses, eclipsando incluso a sucesivos singles de cada disco». Sin embargo, con «Diamonds», no tenía la fuerza de sus antecesores, pero engancha por otro lado, el del estribillo adherente. El sitio concluyó al decir que Rihanna «(...) parece que sabe perfectamente que el resultado no va a ser el mismo. Parece querer sacar los pies de la música dance y meterlos en aguas más tibias con vistas al futuro». La misma publicación, pero en su reseña a Unapologetic, criticó la imagen «muy alejada» que acababa de lograr, «casi con una personalidad impostada que no termina de cuajarme con respecto a lo que ha hecho hasta ahora». En otra crítica menos entusiasta, Jon Caramanica, periodista del New York Times, lo comparó con temas de las películas de James Bond y llamó a la letra «insípida». Aunque la definió como un himno de autoafirmación perfectamente aceptable, Miles Raymer de Esquire notó que sus encantos empiezan a desvanecerse después de escucharla varias veces. Michael Gallucci, de PopCrush, opinó que «Diamonds» no supone la pegada de los otros sencillos exitosos de Rihanna y «la orquesta magnífica que se construye con su interpretación le da un buen toque». Xavi Sancho de El País, en una crítica ambivalente, expresó: «Menos logrado pero más resultón es el primer single, "Diamonds", que no puede esconder que es un tema de la omnipresente Sia, tanto que parece que a Rihanna la canción le ha caído encima y ni se ha enterado. Tan acostumbrada como está a hacer playback...». Finalmente, Elliot Friar, de PolicyMic, dedujo que tenía más posibilidades de convertirse en un éxito, ya que era «una canción perfecta».

## Reconocimientos y elogios
Desde su lanzamiento, numerosos periodistas y críticos profesionales incluyeron a «Diamonds» en las listas de las mejores canciones del 2012. Bill Lamb, de About.com, la emplazó en el puesto número 73 de las 100 mejores canciones pop del año y comparó el sonido del tema con los de Lana Del Rey. Los contribuidores del canal estadounidense VH1, Mark Graham y David Donerlson, la incluyeron en el sexto y primer puesto del conteo de las 10 más destacadas de la temporada, respectivamente. Por su parte, figuró en la lista de los 10 temas más escuchados en el año elaborada por Eduardo Bielsa, del diario La Opinión. Ernest Baker y Lauren Nostro, de la revista Complex, la ubicaron en la cima del ranking de «Las 10 mejores canciones de placer culpable del 2012» y escribieron que, aunque diferente de los temas más fuertes y agresivos de Rihanna, «al parecer, el mundo quiere ver su lado más suave también». El canal Black Entertainment Television colocó al sencillo en el número seis de sus 50 mejores canciones y lo describió como una de las interpretaciones más emotivas de Rihanna. Un crítico de E! Online lo nombró el quinto mejor tema y comentó que su desempeño vocal explica la atención que ha recibido desde su logro con «Umbrella» (2007). Jim Hayes, de Irish Independent, la ubicó como la décima mejor canción del año y la calificó como lenta y tranquila, que invade y se rehúsa irse. Cristin Maher, de PopCrush, también la posicionó en el décimo lugar de su lista y reconoció que puso uno de los espectáculos vocales más espectaculares de toda su carrera. Además, señaló que «Diamonds» es obviamente un tema con mucho significado para la artista, aunque la compositora Sia y los productores Benny Blanco y StarGate sean «los verdaderos cerebros detrás de esta potente joya electropop». Un crítico del Huffington Post lo nombró uno de los 12 mejores temas femeninos del 2012 y comentó que la música de la intérprete sigue siendo tan sólida como siempre. Los editores de la revista estadounidense Fitness y la periodista Nicole Nichols de SparkPeople la ubicaron en los puestos 41.º y 48.º respectivamente de las 100 mejoras canciones de entrenamiento.
«Diamonds» también figuró en varias listas y recopilaciones de las mejores canciones de Rihanna. Así, Bill Lamb de About.com la ubicó en la octava posición, y comentó que muestra el desarrollo de su voz y tiene un sonido elegante muy atractivo para sus seguidores. Geneva Perezcastaneda, de The Urban Daily, lo puso en el tercer lugar y comentó que supuso una transformación positiva y renovadora de la cantante y que, gracias al nuevo sonido de Benny Blanco y StarGate, fue otro gran éxito comercial para ella. También figuró en el conteo de los mejores temas de la artista elaborado por Marian Otero, de Musicak, que la describió como una auténtica maravilla para los oídos de sus fans y muy pegadiza, «como todos sus grandes éxitos». Por su parte, un grupo de reporteros de la revista Complex incluyeron a «Diamonds» en el puesto número 20 de los 26 mejores temas de Rihanna y concluyeron: 

«No es de extrañar que esta power ballad lenta ayudara a Rihanna a conseguir su primer álbum número uno [en los Estados Unidos], si tenemos en cuenta su desempeño vocal y la conexión emocional en esta canción. El verso I chose to be happy suena práctico y dulce por sí solo, pero toma matices trágicos en un tono menor. Lo que es especial sobre esta canción es que es la favorita de Rihanna. Puedes ver cómo se le cambia la expresión cuando habla sobre ella, dedicada a su difunta abuela y otros amores de su vida. Quienes critican a Rihanna por ser una artista indiferente nunca la han visto cantar "Diamonds"».

## Recepción comercial
«Diamonds» obtuvo un éxito comercial mundial, pues llegó al número uno en veinticuatro listas musicales de diecinueve naciones y a los diez primeros puestos en 35 países en total (ver sección de posicionamiento en listas semanales). A fecha de mayo de 2013, había vendido 7,5 millones de copias en el mundo, por lo que se convirtió en uno de los sencillos más vendidos.

### Norteamérica

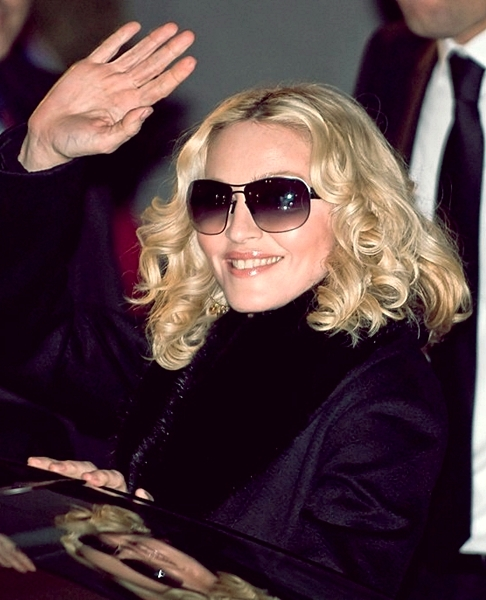
«Diamonds» se convirtió en el 12.º sencillo número uno de Rihanna en la lista Billboard Hot 100, por lo que empató con Madonna (en la foto) y The Supremes como los artistas con más números uno en la historia del conteo.

En los Estados Unidos, vendió 133 000 copias en su primera semana e ingresó en el puesto número 16 de la lista Billboard Hot 100 el 13 de octubre de 2012. Esta fue la tercera vez que un sencillo de Rihanna obtuvo esa posición durante los primeros siete días; los anteriores fueron «Stranded (Haiti Mon Amour)», con Jay-Z, Bono y The Edge, y «We Found Love», con Calvin Harris. En la cuarta semana, subió al número ocho y se convirtió en el vigésimo tercer top diez de la intérprete. Finalmente, el 1 de diciembre llegó a la cima y reemplazó a «One More Night» de Maroon 5, que había permanecido nueve semanas en esa posición. Al mismo tiempo empató con Madonna y The Supremes como las artistas con más números uno en la historia de la lista, y se convirtió en la solista que llegó más veces al primer puesto en menos tiempo, con seis años y siete meses, frente a los siete años, un mes y dos semanas de Mariah Carey. «Diamonds» siguió en la primera posición durante la siguiente edición, al tiempo que el álbum Unapologetic debutaba en el primer puesto del Billboard 200, por lo que fue la segunda artista en el 2012 en lograr que un álbum y un sencillo estuviesen en la máxima posición de las principales listas de Billboard de forma simultánea; la primera en lograrlo fue la cantante británica Adele.
En el conteo Radio Songs, el tema entró en el vigésimo octavo puesto; en su cuarta semana, ocupó la décima posición y se convirtió en el decimonoveno top diez de la cantante, que batió a Lil Wayne por la mayor cantidad en los veintidós años de historia de la lista; solo Carey tiene más, con veintitrés sencillos. El 15 de diciembre, alcanzó su décimo número uno y el segundo lugar entre las artistas con más sencillos en la máxima posición de ese conteo, solo por detrás de Carey, con once. En la lista Pop Songs, debutó en el número 29, y se convirtió en la artista con más apariciones allí. El 11 de octubre, Billboard dio a conocer una nueva metodología para el Hot R&B/Hip-Hop Songs que factorizaba las ventas digitales y los datos de streaming en un ranking de 50 posiciones, junto con los informes radiales de Nielsen BDS. Debido a esto, la canción pasó del número 66 al 1, y devino su segundo tema en lograr esta posición; estuvo en ese puesto por catorce semanas consecutivas. También encabezó el Hot Dance Club Songs, con lo que la cantante empató con Janet Jackson en el segundo puesto de los artistas con más números 1 en los 36 años de historia del conteo, con diecinueve cada una; solo Madonna tiene más, con un récord de 43. En abril de 2024, la Recording Industry Association of America (RIAA) le otorgó un disco de diamante por la venta de diez millones de unidades equivalentes, lo que representó la tercera canción de la artista en obtener tal distinción, tras «Love the Way You Lie» (certificada en mayo de 2013) y «We Found Love» (certificada en abril de 2023).
En Canadá, «Diamonds» debutó en el noveno lugar del Canadian Hot 100 el 13 de octubre de 2012. Con el tiempo alcanzó la primera posición y permaneció allí durante cuatro semanas, por lo que fue su sexto sencillo en la primera posición. La Canadian Recording Industry Association (CRIA) lo certificó con un disco de oro por 40 000 copias vendidas en el país.

### Europa y Oceanía
«Diamonds» hizo su primera aparición en la lista de Irlanda el 27 de septiembre de 2012, en el puesto diecisiete; el 25 de octubre, se desplazó hasta el número 2. En el Reino Unido, ocupó el primer lugar el 13 de octubre, con más de 105 000 copias vendidas, lo que le dio a la cantante su séptimo tema en la máxima posición y el récord de tener un sencillo número uno por año desde 2007; además, fue su trigésimo séptimo top 75. Luego de su actuación en el programa The X Factor el 25 de noviembre, volvió a ingresar a los tres primeros puestos. Mientras tanto, en el conteo de R&B de aquel país también llegó al primer puesto y se mantuvo allí por tres semanas consecutivas, antes de ser reemplazado por «Beneath Your Beautiful» de Labrinth y Emeli Sandé. En marzo de 2014, se convirtió en su cuarto tema en sobrepasar el millón de copias comercializadas, la trigésima canción más vendida de todos los tiempos por un artista en el Reino Unido, y la cantante, en la segunda con más sencillos con más de un millón de ejemplares vendidos, por detrás de The Beatles; para enero de 2016, ya había superado las 1 070 000 copias.
En Francia, ingresó directamente en la primera posición, lo que fue su cuarto tema en llegar al primer lugar, y permaneció allí por tres semanas consecutivas. En Alemania, estuvo diez ediciones seguidas en la cima de su lista oficial, y superó a «Umbrella» (2007) como su sencillo con mayor semanas en el primer lugar. Hacia finales de año, descendió al séptimo lugar, pero obtuvo cinco discos de oro por parte de la Bundesverband Musikindustrie (BVMI), por superar la venta de 750 000 unidades. En Noruega fue número 1 por once semanas, en la República Checa ocho, en Dinamarca seis, en Suiza cinco, en Austria cuatro y en Finlandia tres.
En Nueva Zelanda, ingresó el 8 de octubre de 2012 en el quinto puesto y después de ocho ediciones en los diez primeros, llegó al segundo; recibió dos discos de platino por la Recording Industry Association of New Zealand (RIANZ), por haber distribuido 60 000 ejemplares. Por último, en Australia, debutó en el número 8 el 14 de octubre, y el 4 de noviembre llegó a su posición más alta, en el seis. Al haber vendido 420 000 copias desde su lanzamiento, la Australian Recording Industry Association (ARIA) lo premió con seis discos de platino.

## Vídeo musical

### Antecedentes y concepto
| «Cada canción es una historia diferente, por la que las imágenes son muy específicas a esa historia y ese mundo. Para "Diamonds", simplemente juntamos una serie de viñetas para ayudar a expresar la emoción durante toda la canción, porque el tema cambia y crece y no hay otra forma de hacerlo». —Rihanna explicando el concepto del vídeo musical. |

Rihanna comenzó a filmar el vídeo musical de «Diamonds» el 21 de octubre de 2012 en Los Ángeles, California. Lo dirigió su colaborador habitual Anthony Mandler, quien previamente había trabajado en «Russian Roulette» (2009) y «Man Down» (2011). Las fotografías de la producción filtradas a la prensa el mismo día mostraban a Rihanna en un vestido blanco y negro delante de una llama de fuego; Ethan Sacks, del Daily News, comentó que «parecía una joya». La cantante declaró que quería escenas inconexas para capturar la emoción que deseaba expresar. Mandler buscó crear un «paisaje más amplio» al sugerir y transfigurar ideas para los espectadores a través del videoclip: «Tenían que dar la impresión de ser viñetas de ensueño, como cuando te despiertas de un sueño y te das cuenta de lo que estabas soñando no es realmente lo que se trataba, era sobre otra cosa». También trató de relacionar el concepto del vídeo con la vida personal de Rihanna: «¿Qué es verdad o ficción? "¿Se está ahogando, o está en éxtasis total? ¿Esas manos se están desprendiendo, o se están encontrando?"... Intentamos plantear esas cuestiones más profundas que se relacionan con la canción y su vida, con encontrar belleza en el caos, encontrar belleza en el dolor y encontrar dolor en la belleza». El 7 de noviembre, el sitio web oficial de MTV publicó un vídeo sobre la grabación; en él se veía a Rihanna vestida con una túnica «de leopardo» saliendo de un remolque y dirigiéndose al set de grabación, con escenas intercaladas de policías persiguiendo a combatientes armados y de la cantante en un paisaje desierto.

### Sinopsis

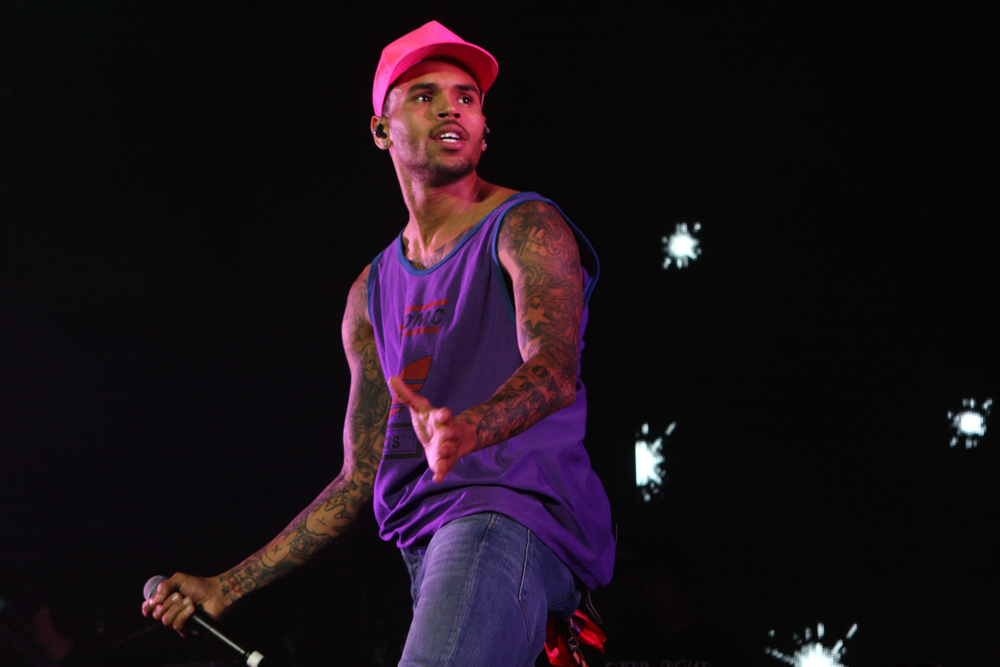
Durante una escena del vídeo, se muestra la mano de Rihanna entrelazada con la de un hombre tatuado. Algunos críticos creyeron que representaba a su anterior pareja, Chris Brown (en la foto).

El videoclip comienza con una toma de Rihanna flotando en el agua y, a continuación, intercala escenas en las que aparece enrollando diamantes en papel de fumar —semejantes a la carátula del sencillo—. En las escenas siguientes, se la ve corriendo por una carretera de noche. En una toma en blanco y negro, lame el porro y comienza a fumar; esta imagen se torna oscura cuando comienza la canción. Rihanna empieza a interpretar «Diamonds» en el mismo escenario en blanco y negro ataviada con un corsé negro, luego canta en la cama de una habitación, junto con imágenes de objetos rompiéndose, cortinas cayendo y rosas quemándose proyectadas en efecto inverso. Después, aparece de nuevo en la carretera, huyendo de lo que parecen ser los faros de un auto que la persigue. A continuación, se detiene mientras mira hacia el cielo por la noche y observa una aurora. Durante todo el vídeo, aparecen escenas que muestran su mano entrelazada con la de un hombre tatuado, cuyo rostro no se muestra. Al iniciarse el segundo verso, Rihanna se encuentra en un desierto donde varios caballos corren en libertad. Más adelante se proyectan varias escenas de una batalla callejera, con coches ardiendo y cristales rotos. A medida que progresa, su mano se desliza lentamente por la de su amante, hasta que al final solo sus dedos se rozan. El vídeo finaliza con la imagen de la cantante flotando sola sobre el agua.

### Recepción
El vídeo se estrenó el 8 de noviembre de 2012 simultáneamente en todos los canales de MTV y en Rihanna.MTV.com. La tienda iTunes Store lo puso a la venta en formato digital seis días después. Tras su estreno, recibió una respuesta positiva de los críticos. James Montgomery, de MTV, lo calificó como visualmente impactante, con una gran cantidad de «imágenes evocadoras (primeros planos en blanco y negro glamorosos, penachos de humo translúcido, tomas de paisajes ondulantes sobresaturadas [...]». Declaró que, al igual que la canción, el vídeo es por turnos estridente y muy íntimo. Jocelyn Vena, del mismo sitio, mencionó las imágenes oníricas y surrealistas de Rihanna en diferentes escenarios a veces inimaginables. Bruna Nessif, de E! Online, lo describió como lleno de imágenes y narración complejas presentando a una Rihanna «misteriosa y sexy» y especuló que el brazo masculino tatuado al que se aferra Rihanna podría pertenecer al cantante y su expareja, Chris Brown. Un columnista de la revista NME observó que los cuatro escenarios del vídeo representan los cuatro elementos de tierra, aire, agua y fuego. Por su parte, Billy Johnson Jr., de Yahoo! News, no vio reflejada en el vídeo la historia de amor de la canción: «Parece que [Rihanna está] en un estado de caos, y recordando tiempos más felices». Marc Hogan, de la revista Spin, concluyó que fue una «confirmación de la transición complicada de Rihanna hacia la música contemporánea». Un editor de El Periódico de Aragón comentó que la cantante combina belleza y provocación y destacó en contraste entre las imágenes de acción rápida y las de ritmo más pausado «para recrearse en las filigranas que forma el humo, el brillo de los diamantes y las manos de la artista, consiguiendo un efecto poético». Pronosticó que el vídeo causaría polémica por mostrar a la cantante fumando, y lo comparó al respecto al de «We Found Love» (2011), que también contenía escenas controvertidas. Sergio Figueiras, de Revista 40, señaló las «poderosísimas metáforas visuales», que parecen expresar añoranza por un amor perdido mientras que su vida se convierte en un «infierno», y el final ambiguo. De acuerdo con Vevo, el vídeo fue el cuarto más visto del 2013, y para septiembre de ese año, fue el más visto en su canal de Vevo en YouTube, con 331,6 millones de reproducciones; con estas cifras, Rihanna sobrepasó los cuatro billones de visitas de sus vídeos musicales en conjunto.

## Presentaciones en directo

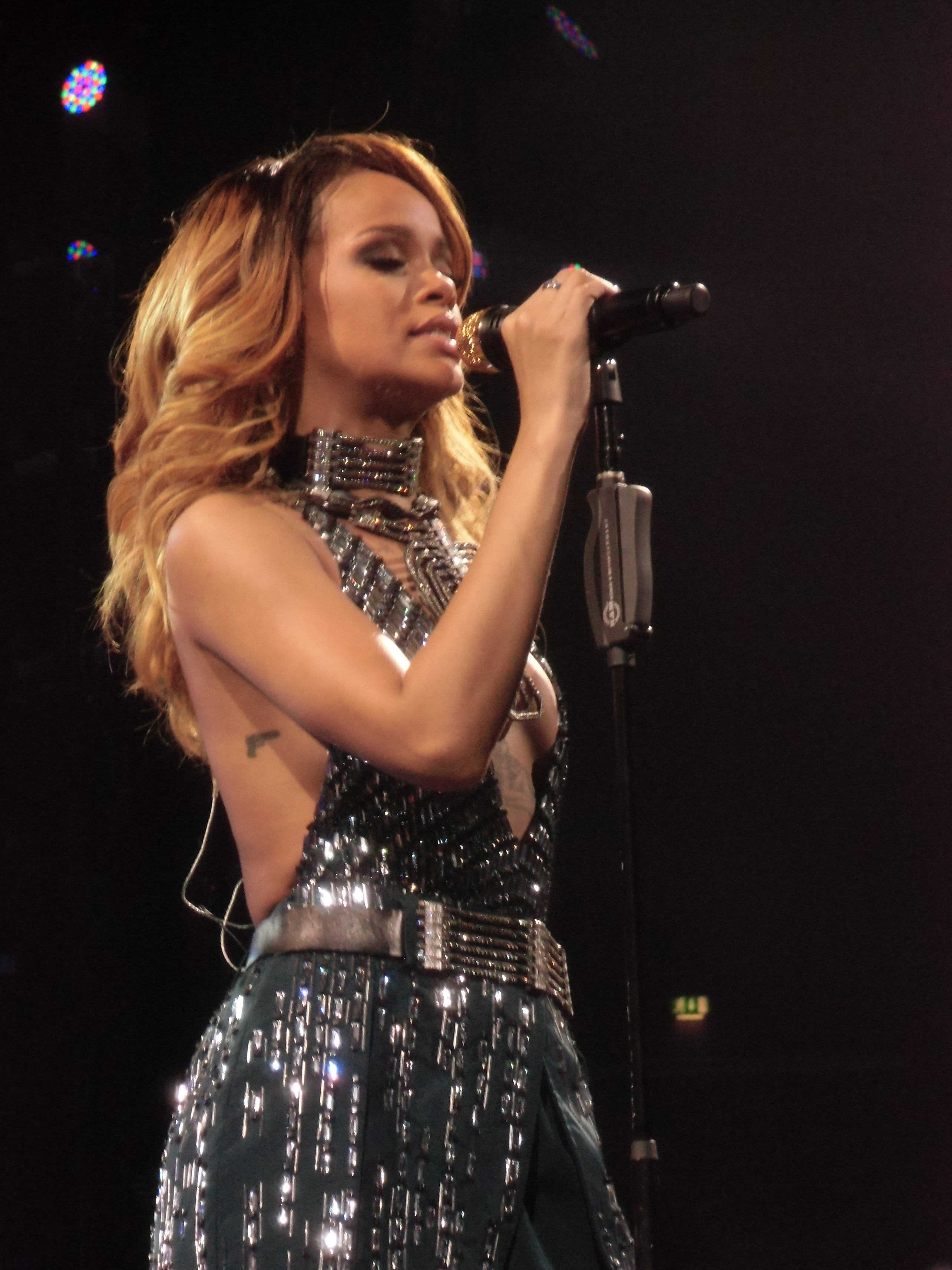
Rihanna interpretando «Diamonds» el 26 de junio de 2013 en Colonia, Alemania, como parte de la gira Diamonds World Tour.

Rihanna interpretó «Diamonds» por primera vez en el desfile de moda Victoria's Secret Fashion Show, celebrado el 7 de noviembre de 2012 en la ciudad de Nueva York. En la presentación, llevaba lencería negra y botas altas hasta el muslo del mismo color; el espectáculo fue transmitido por CBS el 4 de diciembre de ese año. Un editor de Peru.com afirmó que la cantante «llenó de sensualidad la pasarela». El 10 de noviembre, interpretó el tema en el programa Saturday Night Live. Para la ocasión, vistió una chaqueta de estampado militar; durante su actuación se proyectaron imágenes digitales de diversos objetos. Joe Reid, de la revista New York, afirmó que fue lo más destacado del episodio y también mencionó el fondo digitalizado, descrito como «patente rareza», pero a la vez «muy atractivo». Tess Lynch, de Gratland, resaltó su voz y el ambiente perturbador y poderoso creado por las proyecciones de fondo, que «dejaba alucinados a los espectadores». Además, Lynch coincidió con la anfitriona del episodio, Anne Hathaway, quien había calificado a la cantante como «una diosa». «Diamonds» formó parte del repertorio de la gira promocional 777 Tour, que incluyó siete conciertos en siete países en solo siete días —de ahí el título—.
Posteriormente, el 25 de noviembre, interpretó el tema en la novena temporada de The X Factor, en el Reino Unido. La cantante llevaba un vestido negro casi transparente «que le cubría de la cabeza a los pies». Al iniciar el estribillo final empezó a llover agua sobre la plataforma donde se encontraba, y acabó la canción totalmente mojada. La actuación recibió reseñas positivas; un reportero de Viva FM la calificó como «más que excelente, la voz de RiRi [Rihanna] impecable y el plus que le dio la lluvia artificial hizo de la presentación una muy memorable». Por su parte, Jim Hayes de Irish Independent afirmó que «dejó a todo —y a todos [en el programa]— por los suelos». Posteriormente, «Diamonds» figuró en el programa alemán Wetten, dass..?; en esta ocasión, Rihanna llevaba gafas de sol «futuristas», que se quitó al empezar a cantar, un top blanco, tacones negros y pantalones de cuero. El único efecto especial consistió en una niebla blanca rodeando a la cantante al comienzo de la canción. Jennifer Pearson, del Daily Mail, comentó que sus atuendos «pocas veces decepcionan y el de esa noche era una especie de joya». Describió la actuación como «sensual» y un espectáculo claramente increíble. Ana Sánchez, de Bekia.es, también elogió la interpretación y afirmó que revolucionó al público y a los concursantes. En la final de la tercera temporada de la serie The Voice, Rihanna fue una de las estrellas invitadas del programa junto con otros artistas, e interpretó «Diamonds» con un esmoquin bordado de Swarovski y un mono de Lanvin. Actuó en un escenario adornado con luces colgantes. Un periodista del Daily Mail señaló que llevaba «anillos de oro apilados, uñas doradas y maquillaje reluciente». Calificó de manera positiva la actuación y declaró que no pudo haber estado mejor: «Con un corte de pelo corto, asimétrico en su negro natural, la cantante de "Umbrella" parecía totalmente segura de sí misma al interpretar la canción de amor. [...] Rihanna actuó como una profesional [...] y puso el público a sus pies».
El sencillo se incluyó en el encore del repertorio de la gira mundial Diamonds World Tour, realizada entre marzo y noviembre de 2013; la cantante llevaba un vestido de cuerpo entero «brillante, digno del tema de la canción». Muchos críticos le otorgaron opiniones muy positivas a la actuación: al respecto, Brenna Rushing, de The Dallas Morning News, la calificó como «aleccionadora»; un periodista de El País declaró que «el público cantó totalmente rendido» ante «Diamonds», en el concierto ofrecido en Bilbao, España, el 26 de mayo de 2013; Charlie Chareunsy, de Las Vegas Sun, afirmó que «definitivamente brilló como un diamante en el Mandalay Bay», durante la actuación en Las Vegas; por su parte, Natasha Paolini, de HipHopCanada, escribió que durante la interpretación en Toronto los teléfonos celulares y los flashes de las cámaras iluminaban el mar de gente dando a la sala el hermoso aspecto de un cielo nocturno; finalmente, Rick Florino de Artistdirect afirmó que «al final de la noche, estaba claro que Rihanna no es solo una estrella de rock, sino una leyenda por derecho propio, a diferencia de otros artistas». El 24 de noviembre de 2013, Rihanna actuó en la 41.ª edición de los premios American Music e interpretó «Diamonds» con un vestido largo de color negro, diseñado por Jean-Paul Gaultier, y adornos de diamantes en su cabello. La acompañó una orquesta con director y una banda de rock. Kory Grow, de Rolling Stone, calificó la actuación de «impresionante» y la posicionó como la número uno entre las dieciséis mejores de la entrega de premios; al respecto, comentó: «Justo antes de que la cantante [...] aceptara el primer premio Ícono de los AMA, dio una actuación que demostró que podría devolver el honor. [...] Cantó para la audiencia We're like diamonds in the sky —"Somos como diamantes en el cielo"— y cuando terminó, dejó de lado la seriedad de la canción y sonrió. El público le dio una ovación de pie, nada sorprendente teniendo en cuenta que ella era, de hecho, el ícono de la noche». La versión mexicana de la revista GQ la incluyó en el cuarto puesto de los cinco mejores momentos de la ceremonia. Mikael Wood, de Los Angeles Times, indicó que Rihanna dominó el escenario y señaló que parecía una versión joven de Grace Jones. Tras su presentación, recibió el premio Ícono de manos de su madre, Monica Braithwaite Fenty, para honrar «su obra [que] ha tenido una profunda influencia sobre la música pop a nivel mundial». Nueve meses después, volvió a interpretarla en la gira promocional de seis fechas The Monster Tour, en colaboración con el rapero estadounidense Eminem; «Diamonds» formó parte del encore junto a «We Found Love».
El 12 de febrero de 2023, Rihanna la interpretó en vivo como parte del espectáculo de medio tiempo del Super Bowl LVII, siendo el tema de cierre.

## Versiones de otros artistas y remezclas

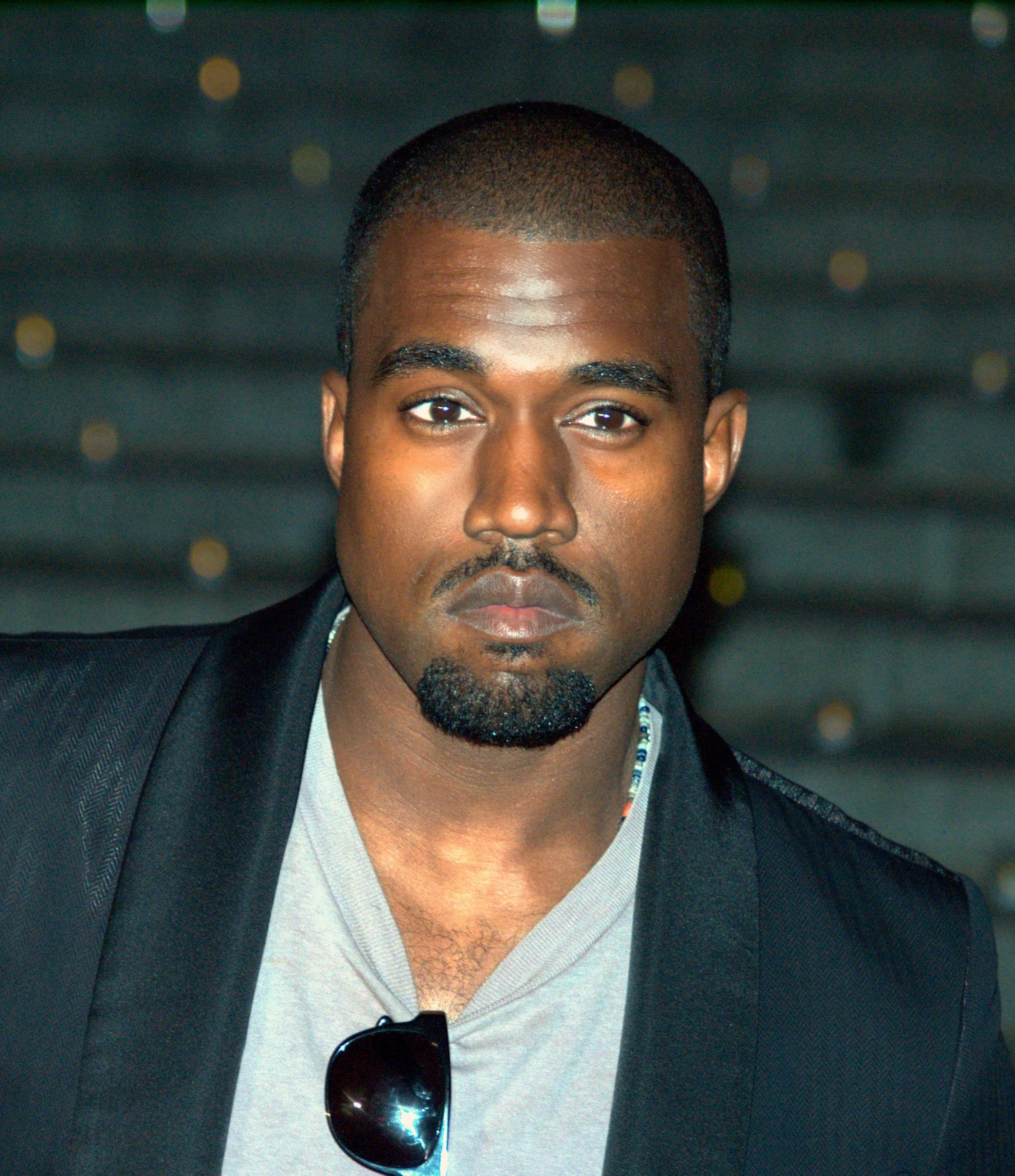
El rapero Kanye West participó en la remezcla oficial de «Diamonds».

Desde su lanzamiento, numerosos artistas y bandas han versionado «Diamonds». Por ejemplo, Misha B grabó una versión acústica para el sitio That Grape Juice. Jessie Ware realizó una versión para BBC Radio 1, descrita como «ligeramente más intimista» por el sitio Jenesaispop, con un ritmo de jazz que recordaba a la banda The xx y una expresión vocal similar a D'Angelo, según Marc Hogan de la revista Spin. La compositora de la canción, Sia Furler, la interpretó en la ceremonia de logros noruega-estadounidense, el 28 de noviembre de 2012, acompañada por Stargate en el teclado. Otros artistas, como Zola Jesus, Conor Maynard y Kaysha también grabaron covers de «Diamonds». La concursante Diamond White la interpretó en uno de los conciertos de la segunda temporada de la versión estadounidense de The X Factor. Por su parte, la cantautora británica Leona Lewis la cantó en el concierto de Scarborough el 12 de julio de 2013, como parte del Glassheart Tour. Las integrantes de Sugababes interpretaron una versión de «Diamonds» en un concierto sorpresa en una fiesta de año nuevo en Londres celebrada el 31 de diciembre de 2012. La concursante de 11 años Asanda Jezile la cantó en el programa de talentos Britain's Got Talent, y The Spine, uno de los miembros de la banda Steam Powered Giraffe, publicó su versión en su cuenta oficial de YouTube el 9 de junio de 2013, posteriormente disponible en iTunes. También fue usada como un vídeo promocional en la candidatura de Estambul a los Juegos Olímpicos de 2020.
Por otra parte, el rapero estadounidense Flo Rida realizó una remezcla de «Diamonds» estrenada el 12 de noviembre en la revista Rap-Up. Cuatro días después, el remix oficial del tema, con la participación de Kanye West, fue puesto a la venta como descarga digital en SoundCloud y iTunes. West recita las líneas We the cause of all the commotion / Your mouth runnin' by where is you goin? al comienzo de la canción, y también cita el tema principal de la serie The Fresh Prince of Bel-Air. James Montgomery, de MTV, escribió que «ciertamente no se echa en falta el estilo habitual de Kanye, y la nueva remezcla también proporciona un impacto discotequero al tema». Un editor de Rap-Up afirmó que «brilla» en el remix, y Chris Martins de Spin señaló que «su contribución es solo un verso largo, pero podría ser lo mejor que hemos escuchado del productor ejecutivo de GOOD Music [Kanye West] en una o dos temporadas». Henna Kathiya de MTV Rapfix remarcó que el rapero agrega algunos sabores clásicos a la popular canción. Erika Graham, del sitio oficial de Pepsi, la incluyó en el número uno de la lista «Top 5: mejores remixes de Rihanna de todos los tiempos» y notó que su contribución era bastante tímida en comparación con las letras hostiles y retadoras en Yeezus (2013), su sexto álbum de estudio. Aun así, afirmó que consigue incluir de manera perfecta algunas buenas líneas. Por último, una nueva remezcla se filtró en línea el 4 de diciembre, con la participación de Eve, que canta You glisten so beautiful, priceless / Listen to me, I need you to know / How you can change my whole world / New life, new love, I’m a new girl / I waited a lifetime, now you right here —«Brillas tan hermosamente, invaluable / Escúchame, necesito saber / ¿Cómo puedes cambiar mi mundo entero? / Nueva vida, nuevo amor, soy una chica nueva / He esperado una vida, ahora estás justo aquí»—.

## Lista de canciones y formatos
| - Descarga digital 1. «Diamonds» – 3:45 - Disco compacto 1. «Diamonds» – 3:45 2. «Diamonds» (The Bimbo Jones Vocal Remix) – 6:16 - Descarga digital — Remezcla 1. «Diamonds» (Remix) [con Kanye West] – 4:48 | - EP — Remezclas 1. «Diamonds» (Dave Audé 100 Edit) – 3:38 2. «Diamonds» (Gregor Salto Radio Edit) – 3:45 3. «Diamonds» (The Bimbo Jones Vocal Remix) – 6:17 4. «Diamonds» (The Bimbo Jones Downtempo) – 3:14 5. «Diamonds» (The Bimbo Jones Vocal Edit) – 3:14 6. «Diamonds» (Congorock Remix Extended) – 5:54 7. «Diamonds» (Congorock Remix) – 5:08 8. «Diamonds» (Jacob Plant Dubstep Remix) – 3:58 |

## Premios y nominaciones
Tras su publicación, «Diamonds» recibió distintos premios y nominaciones en diferentes ceremonias de premiación. A continuación, se presenta un cuadro con las candidaturas que obtuvo:
| Año  | Ceremonia de premiación      | Premio                                        | Resultado | Ref.            |
| ---- | ---------------------------- | --------------------------------------------- | --------- | --------------- |
| 2012 | La Chanson de l'année        | Canción del año                               | Nominada  | [ 194 ] [ 195 ] |
| 2013 | ASCAP Pop Music Awards       | Reconocimiento: canción más interpretada      | Ganadora  | [ 196 ]         |
| 2013 | BET Awards                   | Vídeo del año                                 | Nominada  | [ 197 ]         |
| 2013 | BET Awards                   | Coca-Cola Viewers' Choice Award               | Nominada  | [ 197 ]         |
| 2013 | Billboard Music Awards       | Mejor canción R&B                             | Ganadora  | [ 198 ] [ 199 ] |
| 2013 | Premios Echo                 | Canción del año                               | Nominada  | [ 200 ]         |
| 2013 | MTV Video Music Awards Japan | Mejor vídeo femenino                          | Nominada  | [ 201 ]         |
| 2013 | MTV Video Music Awards Japan | Mejor vídeo R&B                               | Nominada  | [ 201 ]         |
| 2013 | MTV Europe Music Awards      | Mejor canción                                 | Nominada  | [ 202 ]         |
| 2013 | MuchMusic Video Awards       | Vídeo internacional del año — artista solista | Nominada  | [ 203 ]         |
| 2013 | NRJ Music Awards             | Mejor canción internacional                   | Nominada  | [ 204 ]         |
| 2013 | Premios Oye!                 | Canción en inglés del año                     | Ganadora  | [ 205 ]         |
| 2013 | Teen Choice Awards           | Canción R&B/Hip Hop                           | Nominada  | [ 206 ]         |
| 2013 | YouTube Music Awards         | Fenómeno YouTube                              | Nominado  | [ 207 ]         |

## Posicionamiento en listas
| Listas (2012-2013)                           | Mejor posición |
| -------------------------------------------- | -------------- |
| Alemania (Offizielle Deutsche Charts)        | 1              |
| Australia (ARIA)                             | 6              |
| Austria (Ö3 Austria Top 40)                  | 1              |
| Bélgica (Flandes) (Ultratop 50)              | 3              |
| Bélgica (Valonia) (Ultratop 40)              | 3              |
| Bélgica (Ultratop Urban)                     | 1              |
| Brasil (Billboard Brasil Hot 100)            | 12             |
| Brasil Hot Pop Songs                         | 1              |
| Canadá (Canadian Hot 100)                    | 1              |
| Corea del Sur (Gaon Chart)                   | 3              |
| Dinamarca (Tracklisten)                      | 1              |
| Escocia (Scottish Singles Sales Chart)       | 1              |
| España (Top 100 Canciones)                   | 2              |
| Estados Unidos (Billboard Hot 100)           | 1              |
| Estados Unidos (Adult Contemporary)          | 27             |
| Estados Unidos (Adult Top 40)                | 14             |
| Estados Unidos (Hot Dance Club Songs)        | 1              |
| Estados Unidos (Hot R&B/Hip-Hop Songs)       | 1              |
| Estados Unidos (Mainstream Top 40)           | 2              |
| Estados Unidos (Radio Songs)                 | 1              |
| Finlandia (OFC)                              | 1              |
| Francia (SNEP)                               | 1              |
| Grecia (IFPI)                                | 1              |
| Hungría (Single Top 40)                      | 9              |
| Hungría (Rádiós Top 40)                      | 7              |
| Irlanda (IRMA)                               | 2              |
| Israel (Media Forest)                        | 1              |
| Italia (FIMI)                                | 3              |
| Japón (Japan Hot 100)                        | 24             |
| Luxemburgo (Luxembourg Digital Songs)        | 1              |
| México (Mexico Airplay)                      | 2              |
| México (Monitor Latino)                      | 6              |
| Noruega (VG-lista)                           | 1              |
| Nueva Zelanda (Recorded Music NZ)            | 2              |
| Países Bajos (Dutch Top 40)                  | 3              |
| Países Bajos (Mega Single Top 100)           | 4              |
| Polonia (Polish Airplay Top 100)             | 3              |
| Portugal (AFP)                               | 1              |
| Reino Unido (UK Singles Chart)               | 1              |
| Reino Unido (UK R&B Chart)                   | 1              |
| República Checa (Rádio Top 100)              | 1              |
| Rusia (Billboard Hot 50 Airplay)             | 1              |
| Suecia (Sverigetopplistan)                   | 2              |
| Suiza (Schweizer Hitparade)                  | 1              |
| Unión Europea (Billboard Euro Digital Songs) | 1              |
| Venezuela (Record Report)                    | 3              |

| Listas (2012)                      | Posición |
| ---------------------------------- | -------- |
| Alemania (Media Control AG)        | 7        |
| Australia (ARIA)                   | 32       |
| Australia Urban (ARIA)             | 8        |
| Austria (Ö3 Austria Top 40)        | 19       |
| Bélgica (Flandes) (Ultratop 50)    | 31       |
| Bélgica (Valonia) (Ultratop 40)    | 26       |
| Bélgica (Ultratop Urban)           | 6        |
| Dinamarca (Tracklisten)            | 9        |
| España (PROMUSICAE)                | 31       |
| Estados Unidos (Billboard Hot 100) | 94       |
| Francia (SNEP)                     | 10       |
| Hungría (Rádiós Top 40)            | 59       |
| Irlanda (IRMA)                     | 14       |
| Israel (Media Forest)              | 12       |
| Países Bajos (Mega Single Top 100) | 20       |
| Polonia (ZPAV)                     | 16       |
| Reino Unido (UK Singles Chart)     | 11       |
| Suecia (Sverigetopplistan)         | 30       |

| Lista s(2013)                          | Posición |
| -------------------------------------- | -------- |
| Alemania (Media Control AG)            | 52       |
| Australia (ARIA)                       | 68       |
| Australia Urban (ARIA)                 | 9        |
| Austria (Ö3 Austria Top 40)            | 64       |
| Bélgica (Flandes) (Ultratop 50)        | 34       |
| Bélgica (Valonia) (Ultratop 40)        | 19       |
| Bélgica (Ultratop Urban)               | 11       |
| Canadá (Hot 100)                       | 27       |
| Corea del Sur (Gaon Chart)             | 111      |
| Dinamarca (Tracklisten)                | 33       |
| España (PROMUSICAE)                    | 16       |
| Estados Unidos (Billboard Hot 100)     | 27       |
| Estados Unidos (Hot Dance Club Songs)  | 32       |
| Estados Unidos (Hot R&B/Hip-Hop Songs) | 6        |
| Estados Unidos (Pop Songs)             | 35       |
| Italia (FIMI)                          | 27       |
| Países Bajos (Mega Single Top 100)     | 40       |
| Suecia (Sverigetopplistan)             | 27       |
| Suiza (Schweizer Hitparade)            | 11       |

## Certificaciones
| País (organismo certificador) | Ventas certificadas | Certificación |
| ----------------------------- | ------------------- | ------------- |
| Alemania (BVMI)               | 750 000             | 5× Oro        |
| Australia (ARIA)              | 420 000             | 6× Platino    |
| Austria (IFPI Austria)        | 15 000              | Oro           |
| Bélgica (BEA)                 | 30 000              | Platino       |
| Canadá (Music Canada)         | 80 000              | Platino       |
| Dinamarca (IFPI Dinamarca)    | 120 000             | 4× Platino    |
| Estados Unidos (RIAA)         | 10 000              | Diamante      |
| España (PROMUSICAE)           | 20 000              | Oro           |
| Finlandia (IFPI Finlandia)    | 10 000              | Platino       |
| Italia (FIMI)                 | 120 000             | 4× Platino    |
| Nueva Zelanda (RMNZ)          | 60 000              | 2× Platino    |
| Reino Unido (BPI)             | 2 400 000           | 4× Platino    |
| Suecia (GLF)                  | 240 000             | 6× Platino    |
| Suiza (IFPI Suiza)            | 120 000             | 4× Platino    |
| Venezuela (APFV)              | 30 000              | 3× Platino    |

## Historial de lanzamientos
| País           | Fecha                    | Formato             | Discográfica               |
| -------------- | ------------------------ | ------------------- | -------------------------- |
| Canadá         | 27 de septiembre de 2012 | Descarga digital    | Island Def Jam Music Group |
| Estados Unidos | 27 de septiembre de 2012 | Descarga digital    | Island Def Jam Music Group |
| Alemania       | 28 de septiembre de 2012 | Descarga digital    | Island Def Jam Music Group |
| Australia      | 28 de septiembre de 2012 | Descarga digital    | Island Def Jam Music Group |
| Austria        | 28 de septiembre de 2012 | Descarga digital    | Island Def Jam Music Group |
| Bélgica        | 28 de septiembre de 2012 | Descarga digital    | Island Def Jam Music Group |
| España         | 28 de septiembre de 2012 | Descarga digital    | Island Def Jam Music Group |
| Finlandia      | 28 de septiembre de 2012 | Descarga digital    | Island Def Jam Music Group |
| Francia        | 28 de septiembre de 2012 | Descarga digital    | Island Def Jam Music Group |
| Italia         | 28 de septiembre de 2012 | Descarga digital    | Island Def Jam Music Group |
| Nueva Zelanda  | 28 de septiembre de 2012 | Descarga digital    | Island Def Jam Music Group |
| Noruega        | 28 de septiembre de 2012 | Descarga digital    | Island Def Jam Music Group |
| Países Bajos   | 28 de septiembre de 2012 | Descarga digital    | Island Def Jam Music Group |
| Portugal       | 28 de septiembre de 2012 | Descarga digital    | Island Def Jam Music Group |
| Reino Unido    | 28 de septiembre de 2012 | Descarga digital    | Island Def Jam Music Group |
| Suecia         | 28 de septiembre de 2012 | Descarga digital    | Island Def Jam Music Group |
| Suiza          | 28 de septiembre de 2012 | Descarga digital    | Island Def Jam Music Group |
| Italia         | 30 de septiembre de 2012 | Radio contemporánea | Island Def Jam Music Group |
| Estados Unidos | 2 de octubre de 2012     | Radio contemporánea | Island Def Jam Music Group |
| Alemania       | 5 de noviembre de 2012   | Disco compacto      | Island Def Jam Music Group |
| Estados Unidos | 16 de noviembre de 2012  | Digital — Remezcla  | Island Def Jam Music Group |
| Estados Unidos | 18 de diciembre de 2012  | EP — Remezclas      | Island Def Jam Music Group |

## Créditos y personal
Créditos adaptados de las notas de álbum de Unapologetic.
Locaciones
- Grabado en los Roc the Mic Studios, Nueva York, Nueva York; Westlake Recording Studios, Los Ángeles, California.
- Mezclado en los estudios Ninja Club, Atlanta, Georgia.

Personal
- Composición: Sia Furler, Benjamin Levin, Mikkel S. Eriksen y Tor Erik Hermansen
- Producción: Benny Blanco y StarGate
- Ingeniería: Mikkel S. Eriksen y Miles Walker
- Asistente de grabación: Andrew «Muffman» Luftman
- Productor vocal: Kuk Harrell
- Grabación vocal: Kuk Harrell y Marcos Tovar
- Asistente de ingeniería: Blake Mares y Robert Cohen
- Mezcla: Phil Tan
- Asistente de mezcla: Daniela Rivera
- Instrumentación: Benjamin Levin, Mikkel S. Eriksen y Tor Erik Hermansen